# Tereus

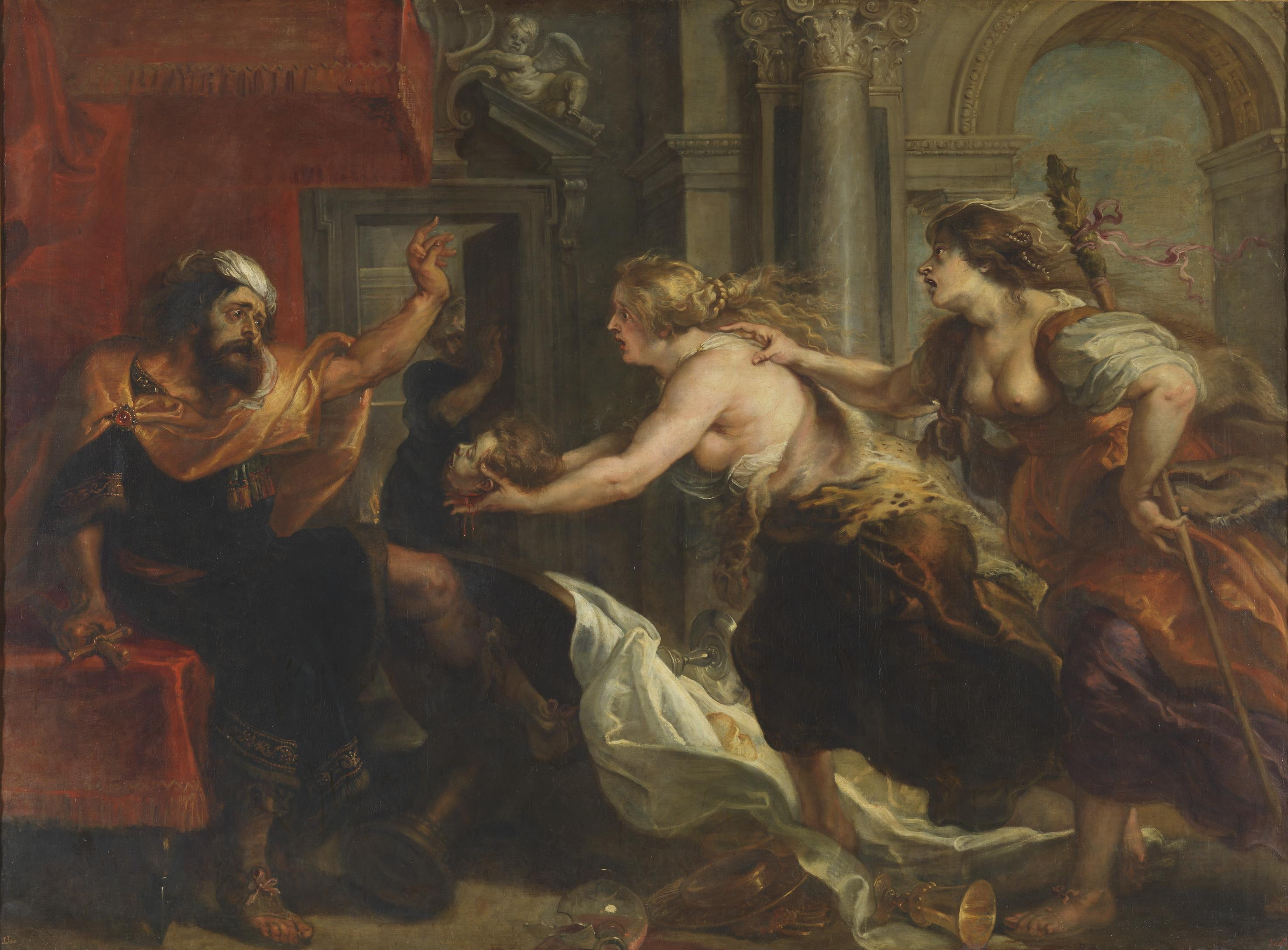
Tereus wordt geconfronteerd met het hoofd van zijn zoon Itys, Rubens, 1636–38. Tereus zit op zijn voorvaderlijke troon, heeft de eettafel omver geschopt en grijpt zijn zwaard. Rechts staan Philomela en Procne als bacchanten met hertevel en thyrsusstaf.

Tereus is een Thracische koning uit de Griekse mythologie. Hij huwde Procne, maar begeerde haar zuster Philomela, verkrachtte haar en sneed haar tong uit, zodat de misdaad verborgen bleef. Philomela kon via een geweven kleed de waarheid doorgeven aan haar zuster Procne, die haar bevrijdt. Ze doden Procne's zoontje Itys en bereiden van zijn lichaam een maal voor zijn vader. Als die begrijpt wat hij gegeten heeft, zet hij de twee vrouwen na. Zij veranderen in vogels, net als Tereus zelf. 

## Mythe
Procne is de dochter van de Atheense koning Pandion en Tereus, koning van Thracië, krijgt haar ten huwelijk, nadat hij Athene gered had van 'een vreemde troepenmacht komend van overzee', die de stadsmuren trillen deed. Vanwege die aanval had Athene Niobe van Thebe niet kunnen condoleren met het verlies van haar zeven dochters en zeven zonen, die door Apollo (zon) en Diana (maan) met pijlen waren neergeschoten.
Procne verlangt er naar haar zuster terug te zien en stuurt Tereus er op uit om Philomela uit Athene naar Thracië te begeleiden. Als Tereus Philomela ziet, begeert hij haar direct en als ze van haar vader mee mag en ze naar Thracië zijn overgestoken, zet hij haar gevangen in een hut in de bergen. Hij verkracht haar en snijdt haar de tong uit. Daarna keert hij terug naar zijn vrouw Procne, die hij vertelt dat ze onderweg is omgekomen. Philomela weeft een kleed, waarin ze met tekens verklaart wat er is gebeurd en weet dat naar het paleis te smokkelen. 
Als Procne de gruwelijke waarheid kent, zint ze op wraak. Tijdens het driejaarlijkse Bacchusfeest van vrouwen in Thracië, hult ze zich in een hertevel, draagt ze een wijnrank op het hoofd en de thyrsusstaf op de schouder. Procne rent zo als bacchante door het bos en bevrijdt haar zus. Samen keren ze naar het paleis terug. Ze zoeken een manier om vreselijk wraak te nemen. Philomela hakt het hoofd van haar neefje Itys af en samen snijden ze zijn lichaam in stukken. Vervolgens bereiden ze daar een maal van en zetten het Tereus voor, waarbij hij, zogenaamd volgens 'oud-Atheens gebruik', alleen aanzit op 'voorvaderlijke troon'. Als Tereus om zijn zoon roept, werpt Philomela hem zijn hoofd toe. Tereus begrijpt wat hij gegeten heeft, grijpt zijn zwaard en zet de vluchtende vrouwen na. Dan verandert Procne in een zwaluw en Philomela in een nachtegaal. Zelf verandert Tereus in een hop.